# 10-й армейский корпус (Украина)
10-й армейский корпус (укр. 10-й армійський корпус, сокр. 10 АК) — оперативно-тактическое объединение Сухопутных войск Украины, сформированное во время вторжения России на Украину.

## История
Формирование 10-го армейского корпуса было начато зимой 2022 года в северо-восточной части Украины.
Подразделения корпуса участвовали в контрнаступлении в Запорожской области, в том числе в боях за Работино.

## Структура
В состав корпуса входят:
- 116-я отдельная механизированная бригада;
- 117-я отдельная механизированная бригада[3];
- 118-я отдельная механизированная бригада.

### 2025 год
- Управление
- 14-я отдельная механизированная бригада имени князя Романа Великого
- 43-я отдельная механизированная бригада
- 115-я отдельная механизированная бригада
- 116-я отдельная механизированная бригада
- 48-я отдельная артиллерийская бригада
- 12-й отдельный танковый батальон
- 151-й отдельный разведывательно-ударный батальон
- 94-й отдельный инженерно-сапёрный батальон
- 82-й отдельный батальон управления
- 229-й отдельный батальон логистики
- 582-й отдельный батальон охраны и обслуживания
- 1-й отдельный медицинский батальон
- 183-й отдельный резервный батальон
- 509-й отдельный ремонтно-восстановительный батальон[4]

## Командование
с декабря 2022: бригадный генерал Сергей Степанович Перец